# Tripoli (Libano)
Tripoli, detta anche Tripoli del Levante (in arabo ﻃﺮﺍﺑﻠﺲ‎?, Ṭarābulus) è la seconda città del Libano per popolazione e importanza, situata 85 chilometri a nord della capitale Beirut. Ha circa 500 000 abitanti come agglomerato urbano, in prevalenza musulmani sunniti (circa l'90%), con una minoranza cristiana e musulmana alauita.

## Storia

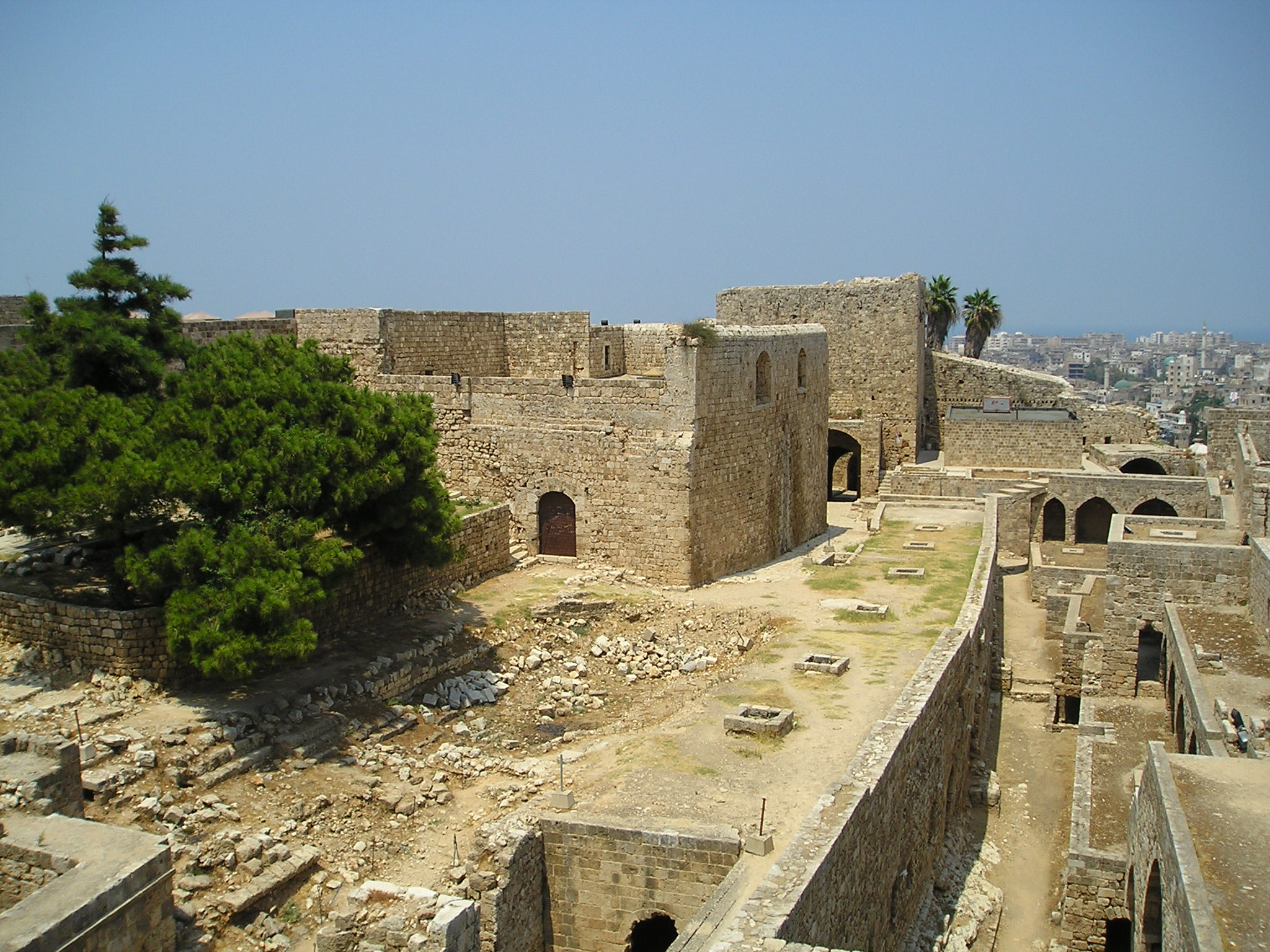
La cittadella di Raimondo di Saint-Gilles.

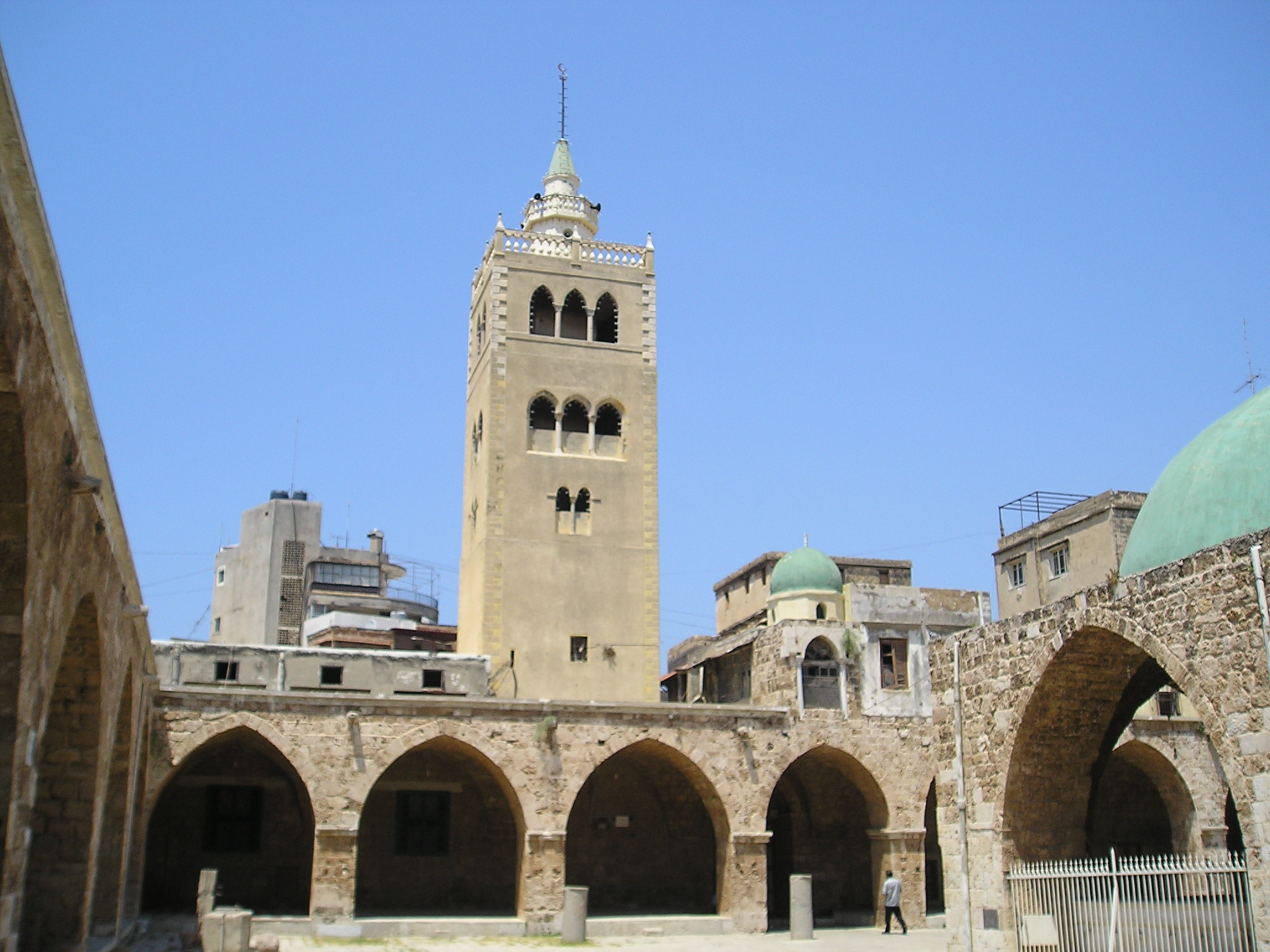
Il cortile della Grande Moschea.

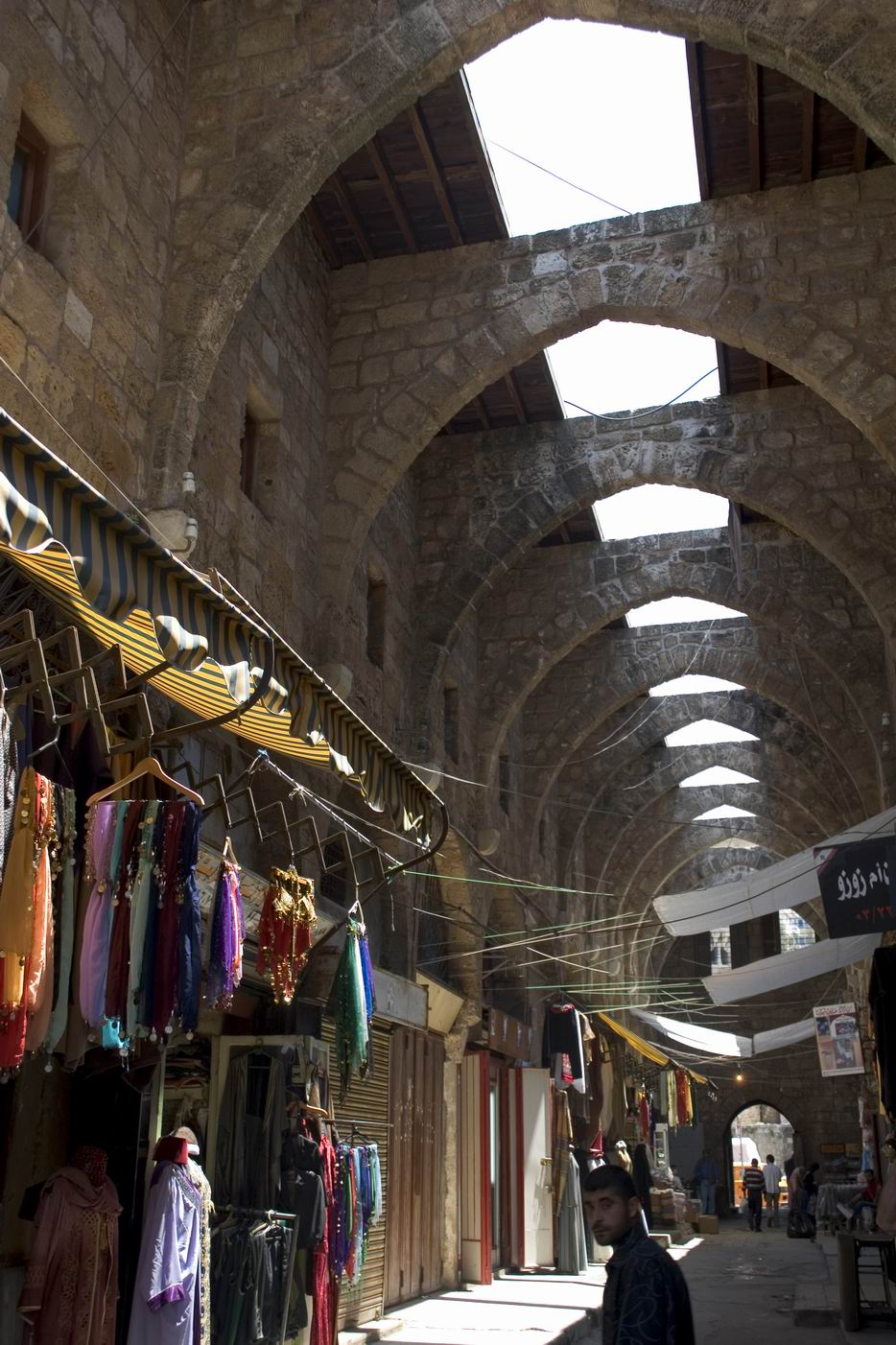
Suq di Tripoli

Le prime testimonianze su un insediamento nell'area dell'attuale Tripoli risalgono al XIII secolo a.C., ma fu solo nell'VIII secolo a.C. che si sviluppò un emporio commerciale fenicio popolato da mercanti provenienti da Tiro, Sidone e Arados (l'attuale isola di Arwad, in Siria), i quali costituirono tre distinte comunità urbane cinte da mura, che vennero quindi identificate nel bacino culturale greco con il toponimo Τρίπολις, ossia "triplice città".
Tripoli rimase uno snodo commerciale di minore importanza durante i periodi persiano, seleucide (333 a.C.-64 a.C.), romano e bizantino.
Nel 635 il sovrano omayyade Muʿāwiya ibn Abī Sufyān (661-680) cinse d'assedio la città, i cui abitanti fuggirono via mare grazie all'aiuto della flotta bizantina, la quale riuscì però a reimpossessarsi di Tripoli tra il 685 e il 705. La città fu successivamente ripresa dalle truppe omayyadi e, dopo il 750, fu incorporata nel regno abbaside.
Sul finire del X secolo, con la graduale perdita di autorità della dinastia abbaside, Tripoli entrò nella sfera di influenza fatimide fino al 1070, quando la famiglia di notabili locali Banū ʿAmmār proclamò l'indipendenza della città. Sotto la guida di questa dinastia locale, Tripoli prosperò sia dal punto di vista economico, diventando il principale sbocco marittimo di Aleppo e delle direttrici commerciali che da lì si dipartivano verso Baghdad, sia dal punto di vista culturale, giacché vennero istituite numerose scuole, tra cui la Dār al-ʿIlm (دار العلم, letteralmente luogo della conoscenza) con una rinomata biblioteca.
Nel 1099, durante la prima crociata, Tripoli fu assediata dalle truppe guidate da Raimondo di Saint-Gilles, che tuttavia negoziò una tregua con il qāḍī Faḫr al-Mulk Banū ʿAmmār per non rallentare la propria marcia alla conquista di Gerusalemme.
Nel 1102, tuttavia, Raimondo di Saint-Gilles riprese la campagna per conquistare Tripoli, non tanto in funzione anti-islamica, quanto per impedire a Boemondo di Taranto di estendere il territorio del Principato d'Antiochia, facendone una roccaforte normanna contro il Regno di Gerusalemme. In questa campagna, Raimondo fu sostenuto sia dall'imperatore bizantino Alessio I Comneno (1081-1118), che era un acerrimo nemico di Boemondo di Taranto, sia dalla flotta della città di Genova, che ambiva a consolidare la propria egemonia sul Mediterraneo orientale.
Dopo la morte di Raimondo, la campagna militare fu proseguita dal nipote Guglielmo Giordano e dal figlio Bertrando di Tolosa, che, nonostante i rinforzi militari giunti da Damasco, riuscirono infine a prendere Tripoli nel 1109, dopo un assedio durato sette anni.
La città divenne la capitale della Contea di Tripoli, uno degli stati feudali latini d'Oriente, per 180 anni. In questo periodo si svilupparono l'industria del vetro e della seta, prosperarono i commerci con l'Europa e venne portata a termine la costruzione della Cittadella oggi nota come Qalʿah Sanǧīl (che significa la torre di Saint-Gilles).
Nel 1287 i mercanti genovesi si ribellarono a Lucia, ultima esponente della dinastia regnante, e, sostenuti dall'ammiraglio Benedetto Zaccaria, cercarono di far eleggere un podestà di loro gradimento alla guida della città, mentre i nobili proclamarono la fine della dinastia ed istituirono il libero comune, eleggendo Bartolomeo Embriaco come sindaco. Temendo che Tripoli diventasse definitivamente una colonia genovese, gli emissari veneziani e pisani chiesero l'intervento del sultano mamelucco Saīf al-Dīn Qalawūn al-Ālfī al-Manṣūr, il quale conquistò la città nel 1289.
Sotto il governo mamelucco la città visse un periodo di incredibile fioritura economica, culturale e architettonica, riflessa nella costruzione della Grande Moschea (edificata sulle fondamenta della chiesa crociata di Santa Maria della Torre), di numerose scuole coraniche, caravanserragli e mercati.
Dopo il 1516, la città entrò a far parte dell'Impero ottomano, diventando il capoluogo dell'eyalet di Trablus-i Şam. Il definitivo tracollo delle reti commerciali intermediterranee segnò una lenta, ma inesorabile decadenza.

### Epoca contemporanea
Nel 1920, nonostante l'opposizione della popolazione locale, Tripoli venne accorpata al mandato francese del Grande Libano, divenendo capoluogo del Governatorato del Nord Libano.
Abitata in maggioranza da musulmani sunniti, la città divenne un epicentro dell'opposizione agli assetti politici e istituzionali scaturiti dal cosiddetto "patto nazionale" del 1943, che aveva sancito l'egemonia della comunità religiosa cristiana maronita.
Nel 1958 la città fu la sede di prolungati scontri armati tra l'esercito, fedele al presidente filo-occidentale Camille Chamoun, e le milizie nasseriste di ispirazione ideologica nazionalista panaraba, sostenute dal primo ministro Rashid Karame. L'espansione dell'arabismo in Libano e la trasformazione del paese, come fu in Siria, in uno stato gestito dall'egiziano Abdel Nasser fu bloccata dal presidente Fouad Chehab in virtù lla sua diplomazia e illuminata personalità.
Durante la guerra civile libanese (1975-1990) Tripoli fu il teatro di aspri scontri, soprattutto nel 1983, quando contrapposte fazioni palestinesi si scontrarono tra loro e, in seguito, quando le truppe siriane intervennero contro le milizie dell'OLP, costringendo infine Yasser Arafat (cacciato dall capitale Beirut nel 1982) a fuggire via mare (grazie all'aiuto dei Francesi) alla volta di Tunisi.
L'intervento siriano fu motivato anche dal fatto che Tripoli era ritenuta una roccaforte del gruppo radicale islamico dei Fratelli Musulmani, che nel 1982 aveva organizzato una violenta insurrezione nella città siriana di Ḥamāh.
Dopo il termine della guerra civile, Tripoli ha assistito a una ripresa delle attività industriali e commerciali e ad un rapido incremento della popolazione (anche per l'afflusso di rifugiati palestinesi alle porte della città), creando una conurbazione di circa mezzo milione di abitanti con il vicino nucleo urbano di Al-Mīnā'.
Un grande stadio è stato costruito per ospitare la partita inaugurale e le partite del gruppo B della Coppa AFC d'Asia di calcio del 2000.
Rimane invece desolatamente vuoto il grande spazio fieristico  alle porte della città, progettato dall'architetto brasiliano Oscar Niemeyer, ma rimasto incompiuto prima a causa della guerra civile e poi a causa della mancanza di investimenti. 
Nell'estate del 2007 nei campi profughi palestinesi alla periferia di Tripoli si insediarono delle cellule armate di al-Qa'ida, che presero il nome di Fatah al-Islam. Gli scontri tra l'esercito regolare libanese e i miliziani avvennero attorno e dentro il campo di Nahr al-Bāred, nei pressi della città. 
Dal periodo bellico e post-bellico i conflitti tra le varie comunità Tripolitane si manifestano spesso attraverso il dislocamento o conflitti armati. A partire dal 2008 Tripoli è stata teatro di scontri molto violenti tra una parte della popolazione sunnita e una parte della comunità alawita. Questi scontri periodici, in particolare nei pressi dei quartieri di Bab el-Tabbaneh e Jabal Mohsen, hanno provocato decine di morti e una spirale di violenza che ha portato spesso al dispiegamento dell'esercito governativo libanese e alla proclamazione dello stato d'emergenza. Gli scontri tra sunniti e alawiti sono causati dalle precarie condizioni economiche nei quartieri poveri interessati dagli scontri e soprattutto dalla diversa collocazione politica delle due comunità relativamente alle vicende libanesi e al conflitto civile in corso in Siria.